# Wollemia nobilis
Wollemia nobilis  és l'única espècie del gènere Wollemia, un rar i escàs arbre conífer de la família de les araucariàcies (Araucariaceae), endèmic d'Austràlia. Només representa un dels tres gèneres vius de la família, juntament amb Araucaria i Agathis. L'espècie va ser descoberta l'any 1994 en una zona salvatge de la selva tropical temperada del Parc Nacional de Wollemi a Nova Gal·les del Sud. Creixia en una sèrie remota de congostos estrets i costeruts de gres a 150 km al nord-oest de Sydney (Austràlia). El gènere rep el nom del Parc Nacional.
Tant a la literatura botànica com a la popular, l'arbre s'ha conegut gairebé universalment com el pi Wollemi (Wollemi pine) en anglès, encara que no és un veritable pi (gènere Pinus), ni membre de la família de les pinàcies (Pinaceae).
El pi Wollemi està classificat com a en perill crític a la Llista vermella de la UICN, i està protegit legalment a Austràlia. Després que es va descobrir que els arbres es podien clonar amb èxit, es van plantar nous arbres als Jardins Botànics de Sydney i al Mount Annan i es van plantar tan lluny com el Jardí Botànic de Humboldt, a prop d'Eureka, Califòrnia i l'Arborètum, jardí Botànic Pius Font i Quer, de Lleida (Catalunya).
S'ha elaborat un pla de recuperació on es perfilen estratègies per a la gestió d'aquesta població fràgil. L'objectiu general és garantir que l'espècie es mantingui viable a llarg termini. Els primers ministres australians i els ministres d'Afers Exteriors han presentat pins Wollemi a diversos dignataris d'arreu del món.
Tot i que sovint es descriu com un "fòssil vivent", no hi ha fòssils inequívocs de Wollemia i els possibles registres fòssils d'aquest s'han considerat incerts.

## Descripció
Wollemia nobilis és un arbre perennifoli que arriba als 25-40 m d'alçada. L'escorça és molt distintiva, marró fosc i nudosa, que s'assembla al cereal d'esmorzar Choco Krispis. Els arbres broten fàcilment, i la majoria d'exemplars són de múltiples troncs o apareixen com a grups de troncs que es creu que deriven del creixement d'un vell bosquet, amb alguns formats per fins a 100 tiges de diferents mides. La ramificació és inusual, ja que gairebé totes les branques laterals mai tenen més ramificacions. Al cap d'uns anys, cada branca acaba en un con (ja sigui mascle o femení) o deixa de créixer. Després d'això, o quan el con madura, la branca mor. Aleshores sorgeixen noves branques dels brots latents al tronc principal. Rarament, una branca lateral es torna erecta i es converteix en un tronc secundari, que després porta un nou conjunt de branques laterals.

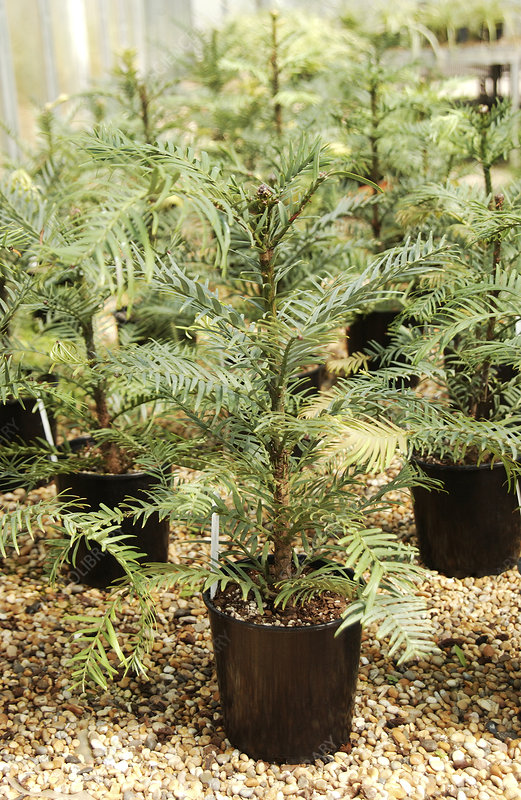
Un pi Wollemi en test de 4 anys cultivat a partir d'esqueixos

Les fulles són planes i lineals, de 3 a 8 cm de llargada i de 2 a 5 mm d'amplada. Estan disposades en espiral sobre el brot [9] Els cons de les llavors són verds, de 6 a 12 cm de llarg i de 5 a 10 cm de diàmetre, i maduren uns 18 a 20 mesos després de la pol·linització pel vent. Es desintegren en la maduresa per alliberar les llavors que són petites i marrons, primes i semblants al paper amb una ala al voltant de la vora per ajudar a la dispersió del vent. Els cons masculins (pol·len) són cònics esvelts, de 5 a 11 cm de llarg i 1 a 2 cm d'ample i de color marró vermellós i són més baixos a l'arbre que els cons de llavors. Les plàntules semblen de creixement lent i els arbres madurs són extremadament longeus; S'estima que alguns dels individus més grans d'avui tenen entre 500 i 1.000 anys.

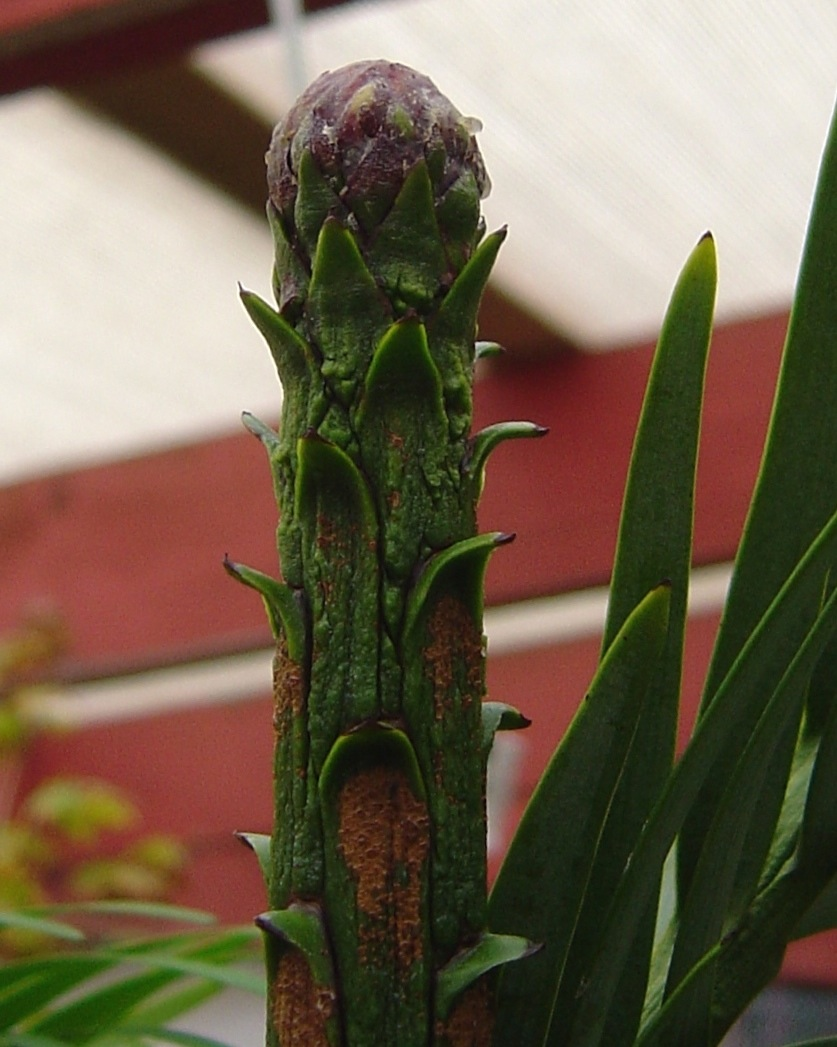
Brots apicals
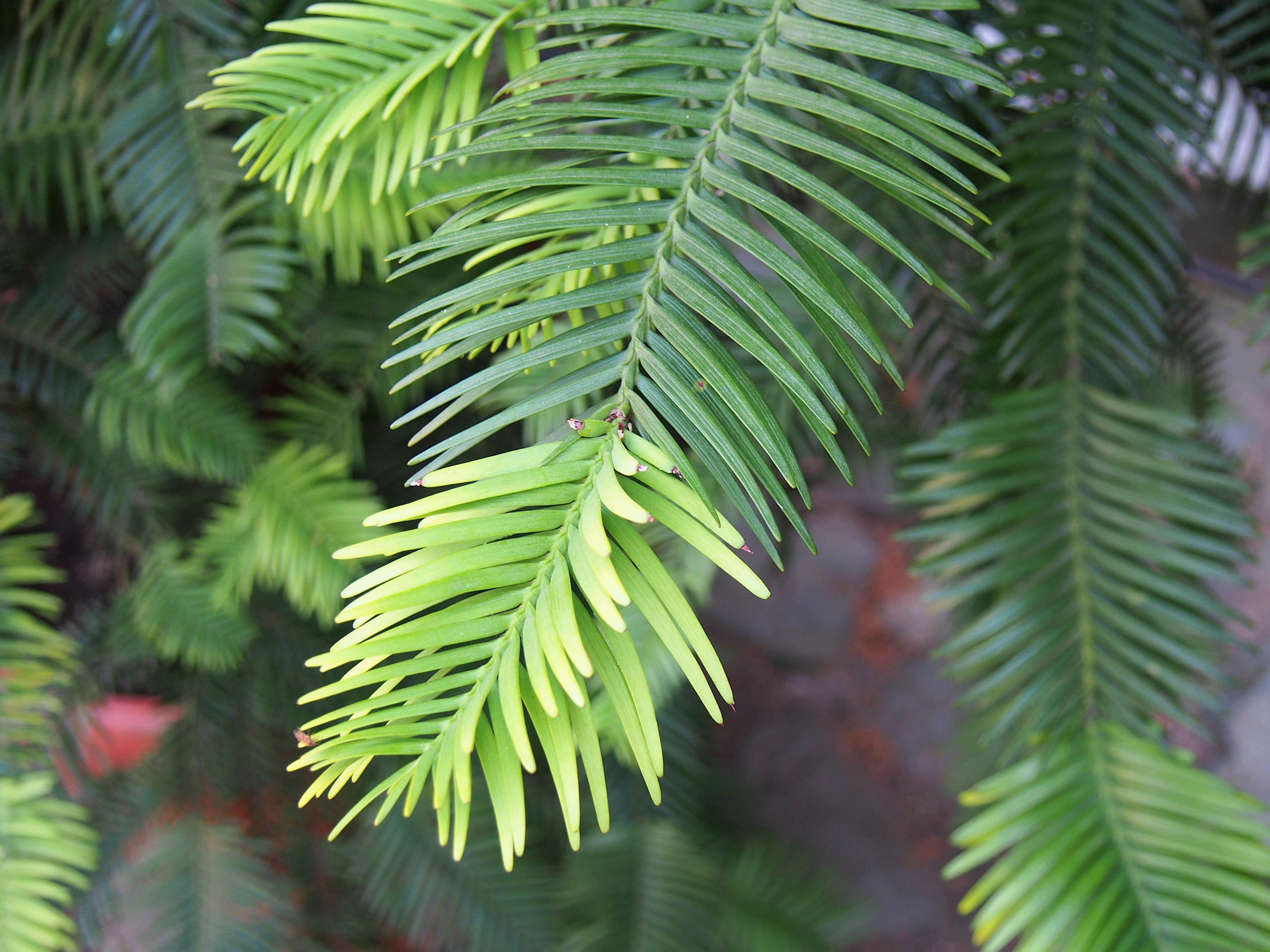
Fulles
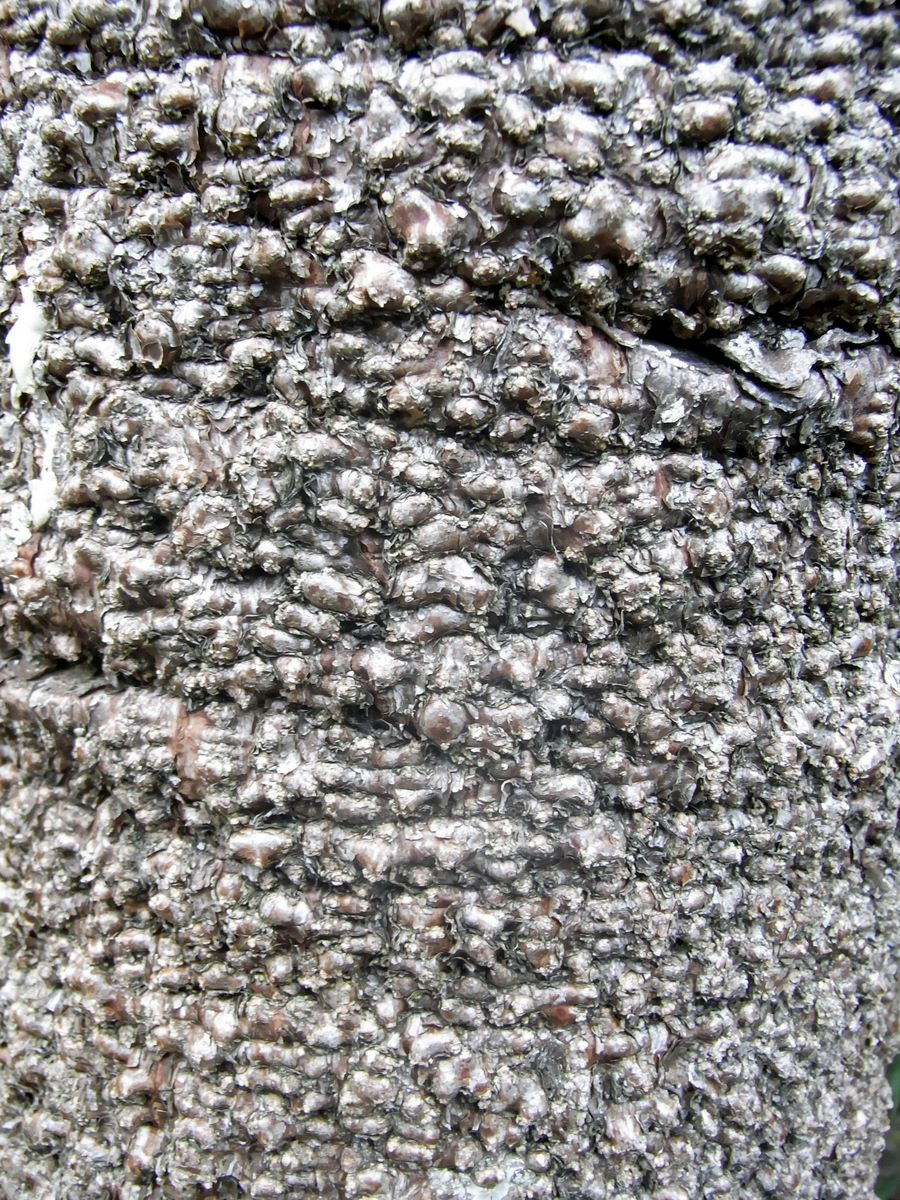
Escorça de W. nobilis
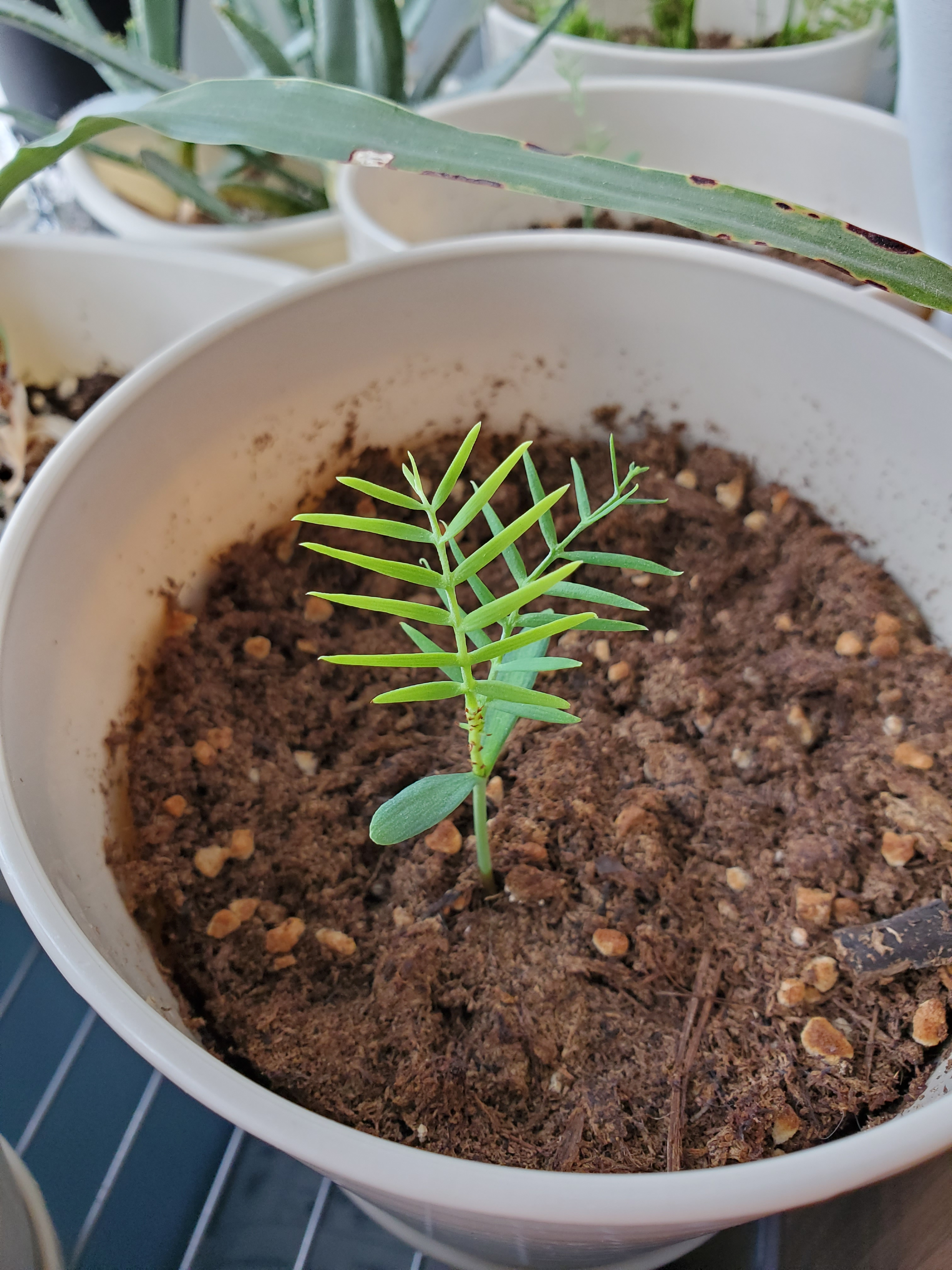
Una plàntula de pi Wollemi de 4 mesos
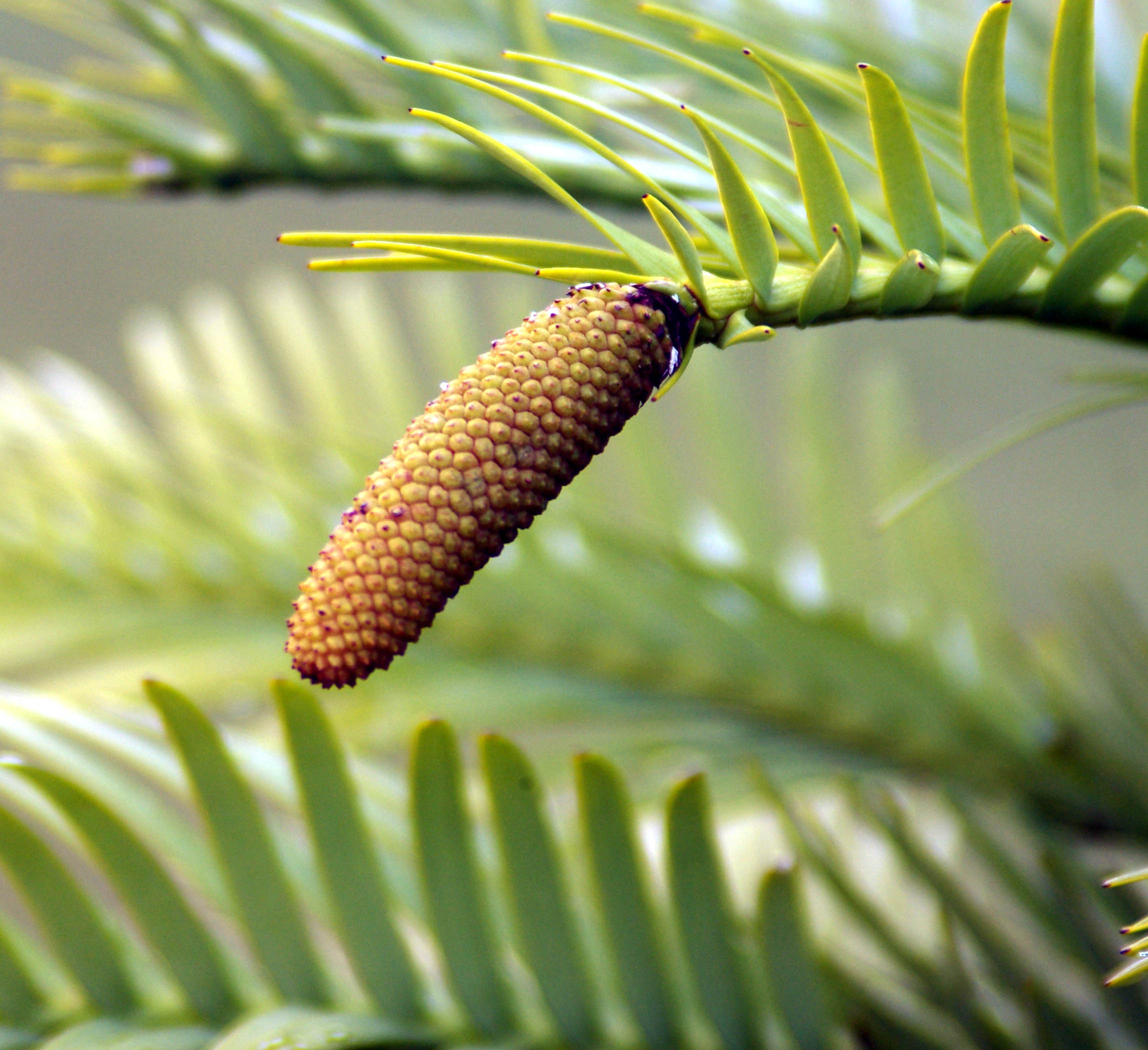
Con de pol·len jove de W. nobilis
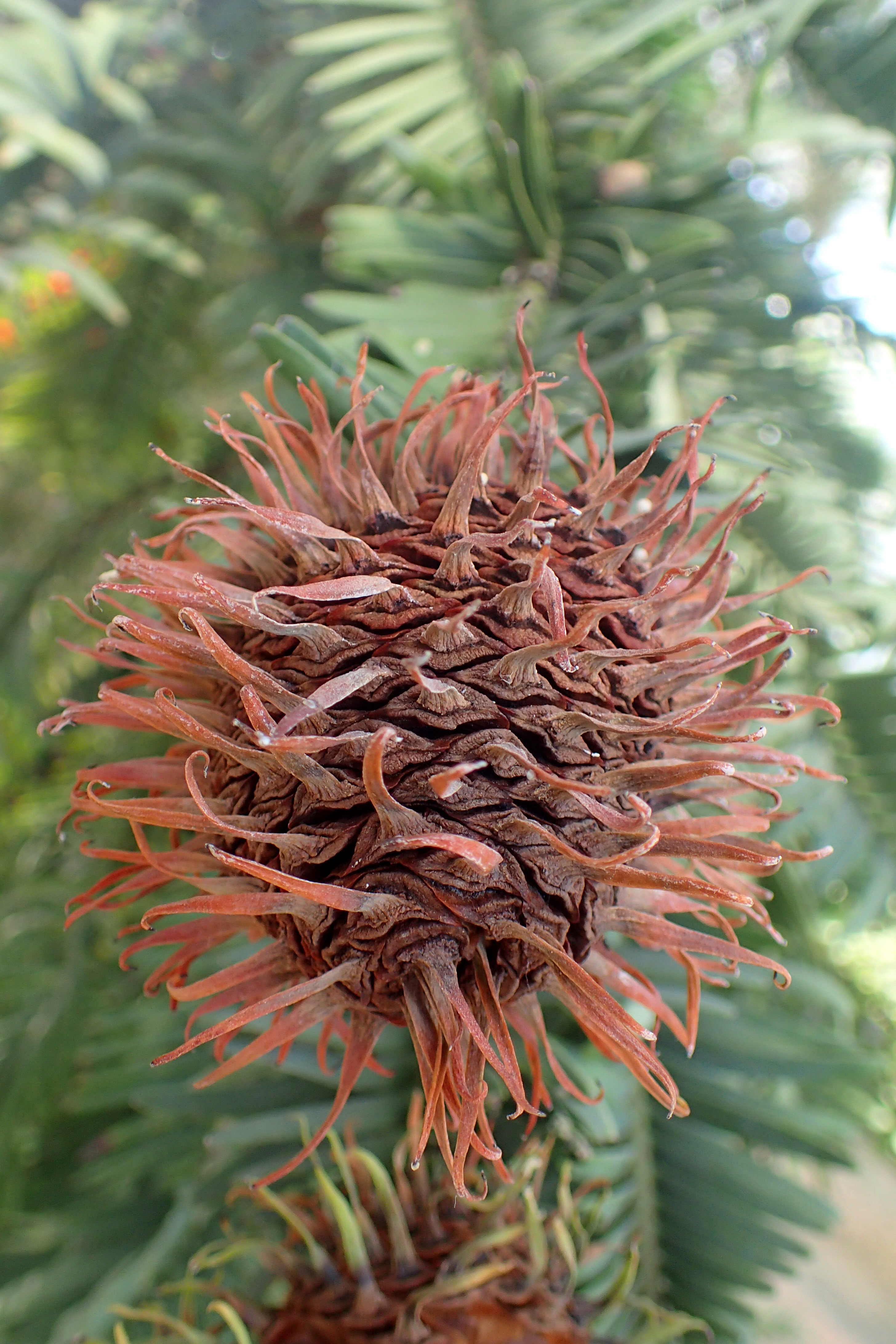
Cons femenins
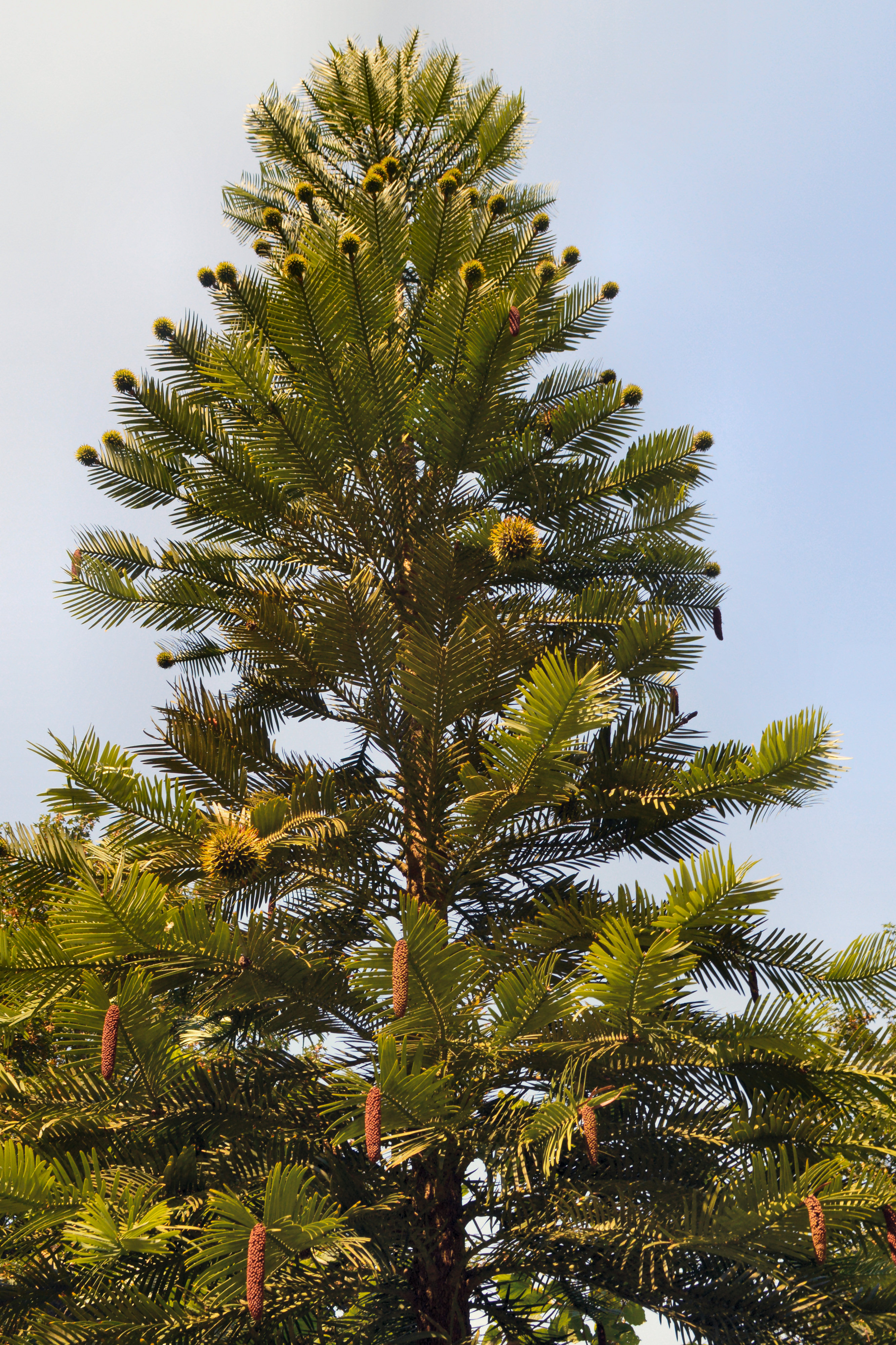
Arbre madur

## Descobriment

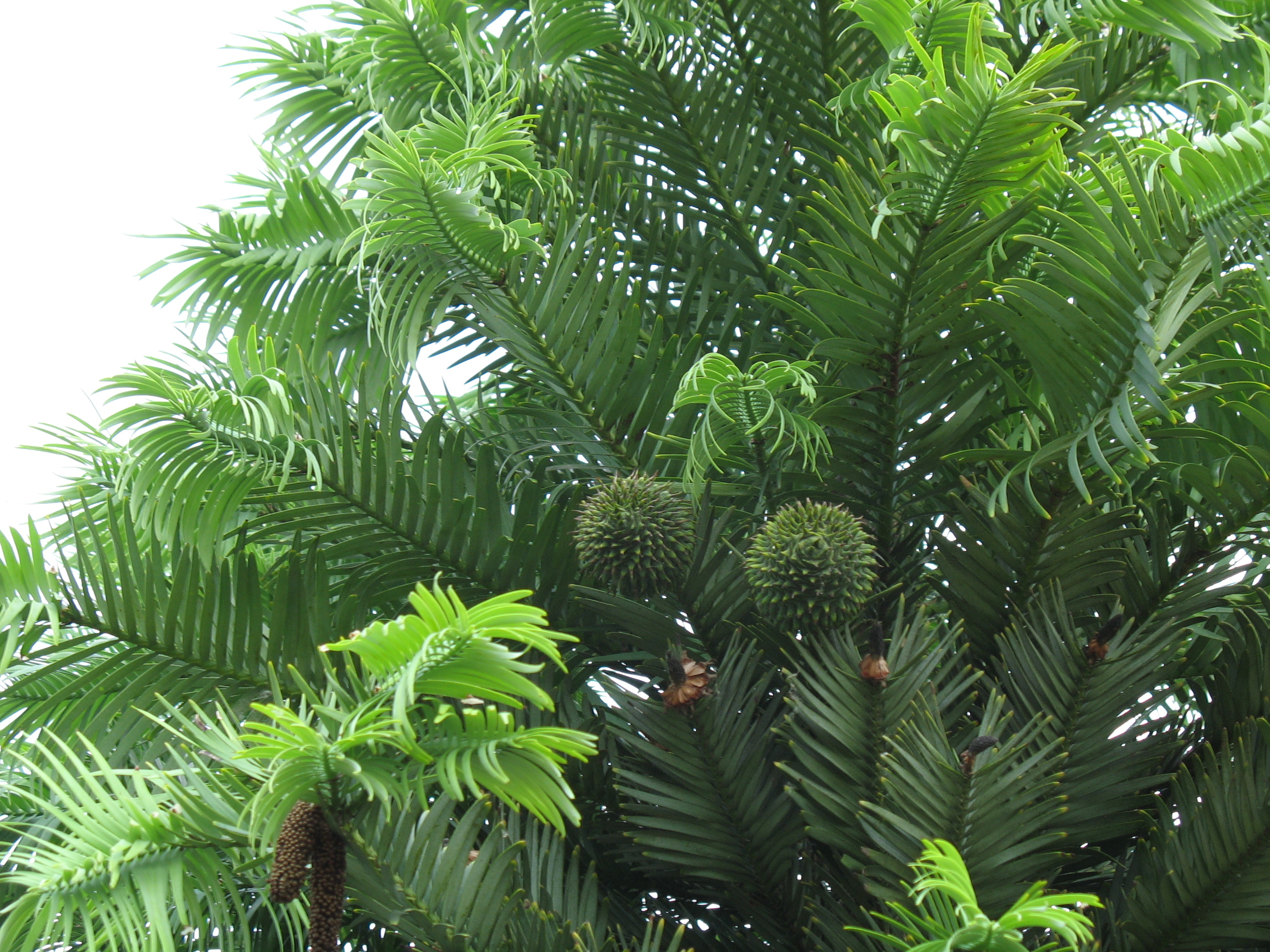
Male and female W. nobilis cones

El descobriment, el 10 de setembre de 1994 o aproximadament, per David Noble, Michael Casteleyn i Tony Zimmerman, només es va produir perquè el grup havia estat explorant sistemàticament la zona a la recerca de noves gorges. Noble tenia bons coneixements botànics, i ràpidament va reconèixer els arbres com a poc habituals a causa de l'escorça única i dignes de més investigació.
Va portar exemplars per treballar per a la identificació, esperant que algú pogués identificar les plantes. Els seus exemplars van ser identificats per Wyn Jones, un botànic de Parcs Nacionals i Jan Allen dels Jardins Botànics. Després de la identificació, els parcs nacionals van passar sota un vel de secret, i els descobridors no van conèixer la magnitud total del seu descobriment durant uns sis mesos. Els parcs nacionals van estar a prop de danyar el suport quan un helicòpter que s'utilitzava per recollir cons va podar sense voler un dels pins amb el seu rotor. Posteriorment, l'espècie va rebre el nom de David Noble.
Les primeres il·lustracions del pi Wollemi van ser dibuixades per David Mackay, un artista botànic i il·lustrador científic que treballava al Reial Jardí Botànic de Sydney quan es va descobrir l'espècie.
Caldrien més estudis per establir la seva relació amb altres coníferes. La sospita inicial era que tenia certes característiques de la família de les araucariàcies (Araucariaceae) de 200 milions d'anys, però no era semblant a cap espècie viva de la família. La comparació amb les araucariàcies (Araucariaceae) vives i fossilitzades va demostrar que era un membre d'aquesta família, i s'ha col·locat en un gènere nou, al costat dels gèneres Agathis i Araucaria.
Se sap que menys de 60 arbres adults creixen salvatges, en quatre localitats no gaire llunyanes. És molt difícil comptar els individus, ja que la majoria dels arbres tenen múltiples tiges i poden tenir un sistema radicular connectat. Les proves genètiques han revelat que tots els exemplars són genèticament indistinguibles, cosa que suggereix que l'espècie ha passat per un coll d'ampolla genètic fa entre 10.000 i 26.000 anys, en què la seva població es va tornar tan baixa (possiblement només un o dos individus) que es va perdre tota la variabilitat genètica.

## Conservació

### Amenaces
El novembre de 2005, es va trobar que els arbres de creixement salvatge estaven infectats amb Phytophthora cinnamomi. Els guardaparcs de Nova Gal·les del Sud creuen que la virulenta floridura aquàtica va ser introduït per visitants no autoritzats al lloc, la ubicació del qual encara no s'ha revelat al públic.
El bosc d'arbres de Wollemia va estar en perill d'extinció durant la temporada d'incendis forestals d'Austràlia 2019-2020. Van ser salvats per bombers especialitzats del Servei de Parcs Nacionals i Vida Silvestre, amb el suport del Servei de Bombers Rurals que va instal·lar un sistema de reg i retardant de caiguda.

### Implicació global en la conservació
"Els jardiners domèstics es converteixen accidentalment en científics ciutadans del pi Wollemi" va ser el titular d'un article de notícies del 2023 que informava dels resultats d'una estratègia de conservació inusual en marxa des del 2005. Deu anys després que s'hagués iniciat la salvaguarda dels esqueixos de branques arrelades als jardins botànics d'arreu del món, els productors comercials estaven autoritzats a rebre esqueixos sobrants per propagar-los per vendre-los als seus propis clients. Aquesta decisió inusual de gestió d'una planta en perill d'extinció es deu a l'"enorme interès públic en aquest arbre rar" i com a experiment per provar si la disponibilitat comercial serviria "per protegir les poblacions salvatges de la recol·lecció il·legal".
Es van comptabilitzar els resultats de més de 1.500 persones de 31 països que estaven cultivant esqueixos i van respondre a una enquesta en línia creada per dos científics de plantes a Austràlia. Els resultats van indicar que l'espècie creix bé on el clima és temperat i hi ha precipitacions adequades durant tot l'any. Els sòls argilosos amb un bon drenatge van resultar ser ideals. L'equip va concloure: "Aquest estudi demostra que és factible establir pins Wollemi a moltes parts del món i sota diferents climes i règims culturals, que poden ajudar a conservar aquesta espècie davant el canvi climàtic i altres amenaces".

## Cultiu i usos

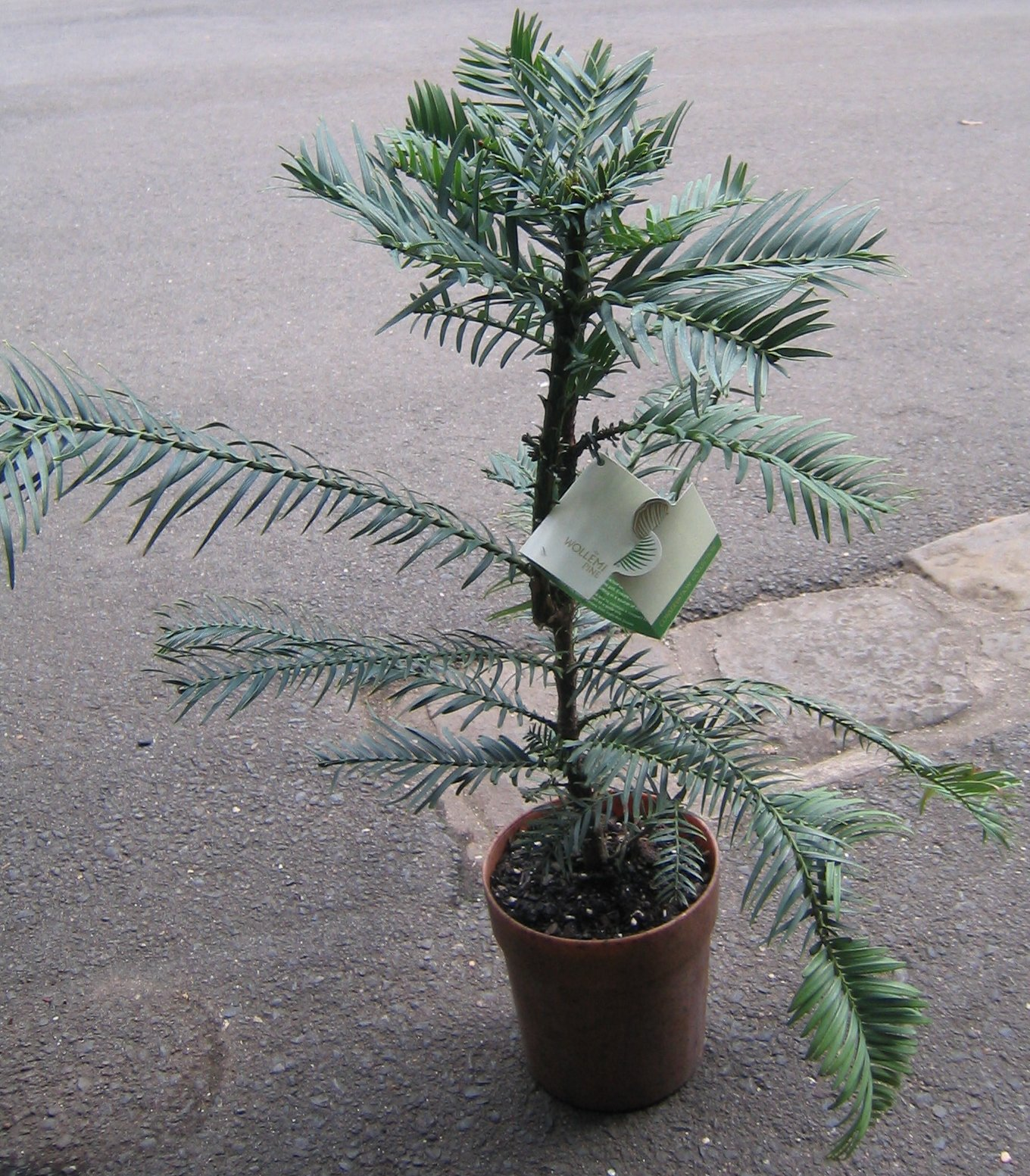
Wollemia nobilis cultivada

Un programa de propagació va posar a disposició dels jardins botànics exemplars de pi Wollemi, primer a Austràlia el 2006 i posteriorment a tot el món. Pot resultar ser un arbre valuós per a l'ornament, ja sigui plantat a camp obert o per a tines i jardineres. A Austràlia, els pins Wollemi autòctons en test s'han promocionat com a arbre de Nadal. També s'està demostrant en ser més adaptable i resistent al fred del que suggereix la seva restringida distribució humida, temperada-subtropical, tolerant temperatures entre -5 i 45 C, amb informes, del Japó i els EUA, que pot sobreviure fins als -12. C. Un bosc de pins Wollemi plantat a Inverewe Garden, Escòcia, que es creu que és el lloc més al nord de qualsevol plantació reeixida, ha sobreviscut a temperatures de -7 C, registrades el gener de 2010. També suporta tant a ple sol com a ombra total. Com molts altres arbres australians, Wollemia és susceptible a la floridura patògena aquàtica Phytophthora cinnamomi, de manera que això pot limitar el seu potencial com a arbre de fusta.
El Reial Jardí Botànic de Sydney ha publicat informació sobre com cultivar pins Wollemi a partir de llavors recol·lectades des d'helicòpters dels arbres del bosc. La majoria de les llavors que cauen del con no són viables, per la qual cosa cal classificar-les per conservar les grassonetes i les fosques. A continuació, es poden sembrar a sobre de la barreja de cultiu de llavors i regar-les. Un cop l'aigua s'ha drenat a través de la barreja, el test s'ha de posar en una bossa de plàstic i refrigerar-lo durant dues setmanes. Després d'això, s'ha de treure el test de la bossa de plàstic i col·locar-la en un lloc càlid però no molt assolellat fins que la llavor germini (cal recordar de mantenir-les humides però no mullades). Això podria trigar diversos mesos.
Es poden veure exemples de l'espècie a The Tasmanian Arboretum.

### Cura
El pi Wollemi és extremadament resistent i versàtil en cultiu. Tot i ser una espècie en perill d'extinció, és fàcil de cultivar i requereix un manteniment relativament baix. S'adaptarà a una àmplia gamma de zones climàtiques, prosperant a ple sol fins a posicions exteriors de semiombra. Es poden mantenir en test gairebé indefinidament i són bones plantes de contenidors per a patis, terrasses i patis. Com que tolera l'aire condicionat, també es pot utilitzar com a planta decorativa d'interior. Aquestes són les necessitats bàsiques de la cura: requereixen un sòl ben drenat i protecció contra les gelades.

### Poda
A l'hora de podar el pi Wollemi, utilitzeu tisores estèrils en qualsevol època de l'any per mantenir la seva forma compacta. Es pot podar de forma intensa eliminant fins a dos terços de la mida de la planta. La poda intensa es pot fer sobre el creixement apical i les branques. El millor moment per podar és durant els mesos d'hivern.

### Índex de creixement
El pi Wollemi té un creixement molt controlat, sobretot si es conserva en test. Pot trigar fins a 25 anys a arribar als 6,096  metres d'alçada.

## Filogènia
El gènere Wollemia comparteix característiques morfològiques amb els gèneres Araucaria i Agathis. Wollemia i Araucaria tenen fulles sèssils i amfistomàtiques molt amuntegades (que produeixen estomes a banda i banda de la fulla) i escates de bràctees aristades, mentre que Wollemia i Agathis tenen bràctees totalment fusionades, escates ovulíferes i llavors alades. L'examen del registre fòssil tampoc aclareix la relació de Wollemia amb Araucaria o Agathis, ja que el primer té caràcters foliars similarment dispars en les seves formes adultes i juvenils, i el segon té caràcters de con similars. A més, la descripció recent de diversos gèneres extints dins de les Araucariaceae apunta a relacions complexes dins de la família i una pèrdua important de diversitat des del Cretaci. Un estudi primerenc de la seqüència del gen rbcL situa Wollemia a la posició basal de les Araucariaceae i com a grup germà d'Agathis i Araucaria. En canvi, un altre estudi de la seqüència rbcL mostra que Wollemia és el grup germà Agathis, i Araucaria és basal. La selecció de diferents grups externs i els gens utilitzats en estudis anteriors són els motius de la discrepància sobre els agrupaments dels tres gèneres. Estudis genètics posteriors corroboren la col·locació de Wollemia a les araucariàcies (Araucariaceae) com a germana d'Agathis basant-se en dades del gen 28s de l'rRNA, una combinació de gens rbcL i matK, i un estudi exhaustiu que inclou l'ARNr ribosomal nuclear 18S i 26S, l'ARNr 16S del cloroplast, rbcL, matK i rps4 i gens mitocondrials coxl i atp1.
A continuació es mostra la filogènia de les araucariàcies (Araucariaceae) basada en el consens de l'anàlisi cladística més recent de dades moleculars. Mostra les posicions relatives de Wollemia, Agathis i Araucaria dins la divisió.
|  | Araucaria |
|  |           |

|  | Wollemia |
|  |          |
|  | Agathis  |
|  |          |

|  | Araucaria |
|  |           |

|  | Wollemia |
|  |          |
|  | Agathis  |
|  |          |

### Registre fòssil potencial
No hi ha fòssils que es puguin assignar definitivament a Wollemia. S'han informat fulles d'Araucarioides que possiblement representen Wollemia o un parent proper des de l'Eocè primerenc de Tasmània. Alguns autors han suggerit que el gènere de pol·len fòssil Dilwynites, conegut des del Cretaci superior-Pliocè d'Austràlia, Nova Zelanda, la Patagònia i l'Antàrtida es pot assignar a Wollemia' , tanmateix, el pol·len de Wollemia és molt variable, i la seva similitud amb Dilwynites ha estat qüestionada, amb Dilwynites també molt semblant al pol·len d'algunes espècies de Agathis. Per tant, és possible que el pol·len de Dilwynites representi el d'altres coníferes araucàries així com possiblement també Wollemia.